# 에픽하이
에픽하이(Epik High)는 2002년부터 활동하고 있는 대한민국의 3인조 힙합 그룹이다. ‘Epik High’란 이름은 영어의 ‘epic’과 ‘high’를 변형 및 결합하여 ‘Epik High’가 만들어졌고 ‘시에 만취된 상태’, 또는 ‘서사적인 높음’이라는 뜻을 지니고 있다. “Two MCs and one DJ. No genre, just music (두 명의 래퍼와 한 명의 DJ. 장르 없는 음악)”이라고 소개하기도 한다. 멤버로는 타블로, DJ 투컷, 미쓰라 진이 있다. 무브먼트(Movement)와 맵더소울 크루 소속이다.
2001년 결성 후 CB 매스를 비롯한 여러 아티스트들의 피쳐링으로 활동을 시작하였으나 VIP 사건으로 인하여 데뷔 음반 발매 시기가 늦춰졌다. 이후 2003년, 정규 1집 《Map of the Human Soul》으로 데뷔하였으나 대중에게서 큰 주목을 받지 못했고 그 후 2004년에 정규 2집 《High Society》부터 활발한 방송 활동과 〈평화의 날〉을 통해 서서히 이름을 알렸다. 2005년에는 정규 3집 《Swan Songs》의 타이틀곡인 "Fly"와 2007년에 정규 4집 《Remapping the Human Soul》의 "Fan"으로 각각 16만 장, 13만 장의 판매고를 기록하였고 골든디스크, MKMF, KBS 연예대상에서 연속 수상하는 연이은 큰 성공을 거두면서 대중적인 가수로 자리잡았다.
이어 2008년, 정규 5집 《Pieces, Part One》을 발매한 뒤 서울가요대상, 한국대중음악상에서 수상하였으며 Lovescream발매 후, 2009년 자신들의 독립 레이블인 맵더소울을 설립하고 북 앨범 魂: Map the Soul을 발매한 뒤 데뷔 후 처음으로 한국, 일본, 미국에서 월드 투어를 열었다. 이후 2009년 7월에는 플래닛 쉬버와 함께 Remixing the Human Soul을 발매한 뒤 2009년 9월, 정규 6집 앨범 《[e]》를 발매하고 활동하였다.
에픽하이는 기본적으로 힙합과 얼터너티브 힙합을 추구하며 다른 장르를 결합하고 여러 아티스트들과의 작업으로 매 음반마다 다른 스타일을 선보인다. 또한 서사적이고 문학적인 가사로 대중과 매니아층을 넘나드는 게 큰 특징이다.
에픽하이는 2009년 10월, DJ 투컷의 군입대로 방송 활동을 중단하였고 이후 개인 활동을 전개하였다가 2010년 1월, 맵더소울이 전 소속사인 울림 엔터테인먼트와 합병하며 2010년 3월 9일, 타블로와 미쓰라 진 2인조로 활동 정리차 스페셜 음반 Epilogue를 발매하였다. 활동을 마침에 따라 2013년까지 공식 활동은 없을 계획이라고 밝혔다. 2010년 8월 3일 미쓰라 진이 군입대를 하였다. 그리고 이듬해 2011년 2월 9일, 울림엔터테인먼트와 다시 결별하였고. 그해 타블로는 아내 강혜정의 소속사인 YG 엔터테인먼트와 4년 계약을 맺었다. 그리고 2012년, DJ 투컷과 미쓰라 진도 YG 엔터테인먼트와 계약을 맺어 다시 에픽하이로써의 활동을 이어나갔다. 에픽하이는 10월 9일 이하이와 함께 한 <춥다>라는 선공개 곡으로 복귀하였으며, 10월 19일에는 정규 7집 앨범 《99》를 발매하였다.
2014년에는 정규 8집 《신발장》을 발매하였고, 2017년에는 정규 9집 《WE'VE DONE SOMETHING WONDERFUL》을 발매하였다. 그리고 2018년 10월, YG 엔터테인먼트와 계약이 종료되어 재계약 없이 결별하였고, 2019년에 새로운 소속사 아워즈를 설립하였고 같은 해 3월에 EP 《Sleepless in _________》을 발매하였다. 2021년, 정규 10집 《Epik High Is Here》가 공개되었는데, 上편이 먼저 발매되었고, 뒤이어 2022년, 下편이 발매되었다.

## 구성원
| 이름      | 소개 |
| --------- | --- |
| 타블로    | - 본명 : 이선웅 - 생년월일 : 1980년 7월 22일(45세) - 출생지 : 대한민국 서울특별시 - 학력 : Stanford University 영문학 석사 - 포지션 : 리더, 보컬, 래퍼 - 활동기간 : 2003년 ~ 현재 |
| DJ 투컷   | - 본명 : 김정식 - 생년월일 : 1981년 11월 19일(43세) - 출생지 : 대한민국 서울특별시 - 학력 : 동아방송대학 음향제작학과 - 포지션 : DJ - 활동기간 : 2003년 ~ 현재                    |
| 미쓰라 진 | - 본명 : 최진 - 생년월일 : 1983년 1월 6일(42세) - 출생지 : 대한민국 부산광역시 - 학력 : 광명고등학교 - 포지션 : 래퍼 - 활동기간 : 2003년 ~ 현재                                   |

## 역사

### 2001년 ~ 2002년
2001년, 김건모의 캐롤송을 작사하기도 했던 스탠포드대학교 영문학과 졸업생이자 미국 언더그라운드에서 활동하던 타블로는 미국에서 귀국해 여러 아티스트들의 노래에 피쳐링 하는 등 본격적인 한국에서의 언더그라운드 활동을 시작하였다. 미쓰라 진은 케이 라이더즈에서 J-Win 등과 활동 하다가 케이 라이더즈가 해체되자 가라사대 레이블과 잠시 계약을 맺었으나 곧바로 나오게 된다. 2003년 발매된 에픽하이의 데뷔 음반인 Map of the Human Soul의 프로듀서이기도 한 J-Win이 만든 자리에서 언더그라운드에서 활동중이었던 타블로와 미쓰라 진, 그리고 클럽/공연장에서 활동중이던 DJ 투컷이 만나 대화를 통한 음악적 교류를 통해서 뜻을 모아 팀을 결성하게 된다. 1집에서의 참여가 미미했던 DJ 투컷은 처음엔 정식 멤버가 아닌 객원 DJ로 활동할 예정이었으나 결국 함께하기로 하였다.
이후 CB 매스와 함께 〈삶의 고통〉이라는 싱글을 발매하기도 했으며 CB 매스 3집 Massappeal에 수록된 〈동네 한 바퀴 Massmediah ver.〉와 뮤직비디오 카메오 출연 등 본격적인 활동을 시작하였다. 하지만 CB 매스의 커빈이 연루된 소위 VIP 사건으로 인해 곧 나오기로 했던 그들의 정규 1집 발매는 무기한 중단되어 빚으로 인해 멤버 모두 다른 일에 종사하며 강남 학원에서 영어 강사로 일하기도 하는 등 데뷔하기까지 차질을 빚었다.

### 2003년: 1집Map of the Human Soul
2003년 10월, 울림엔터테인먼트와 전속 계약을 맺고 2003년 10월 24일에 발매하였다. 타이틀 곡은 "I Remember"였는데, 타이틀 곡과 음반 모두 대중적인 면과 상업적인 측면에서는 성공하지 못하였다. 한국 블랙 뮤직 사이트인 힙합플레이야의 2003년 어워드에서는 올해의 아티스트 부분 2위, 올해의 앨범 1위, 올해의 신인 1위, 올해의 곡 5위("I Remember") 등을 차지하여 매니아층에선 높은 관심과 인정을 받았다.
누적 판매량은 3만여 장을 기록하였다.

### 2004년: 2집High Society
2004년 7월 26일, 자신들이 직접 제작에 참여하기 시작한 정규 2집 High Society를 발매하였다. 음반에 수록된 18곡 중 14곡이 방송 부적격 판정을 받았으나 타이틀곡인 〈평화의 날〉로 이름을 알리는 데 성공하여 제 2회 한국대중음악상에 최우수 힙합부문에 후보로 오르기도 하였다. 이어, New K-Pop Complilation에 얀키가 피쳐링한 싱글 〈비의 랩소디〉로 참여 및 디지털 싱글로 곡을 공개하였다. MTV에서 《High Society》라는 프로그램을 진행하며 라디오와 예능 프로그램 등 여러 프로그램에 출연하였고 2005년 2월, 대학로에서 첫 단독 콘서트를 양일로 열었다.
누적 판매량은 약 3만 4천여 장을 기록하였다.

### 2005년 ~ 2006년: 3집Swan Songs
2005년 10월 4일 Swan Songs를 발매하였다.“타락, 죽음 그리고 사랑에 대한 관찰”이 음반의 컨셉이며 러브홀릭의 보컬인 지선, 이현도, 김종완 등이 참여하였다.

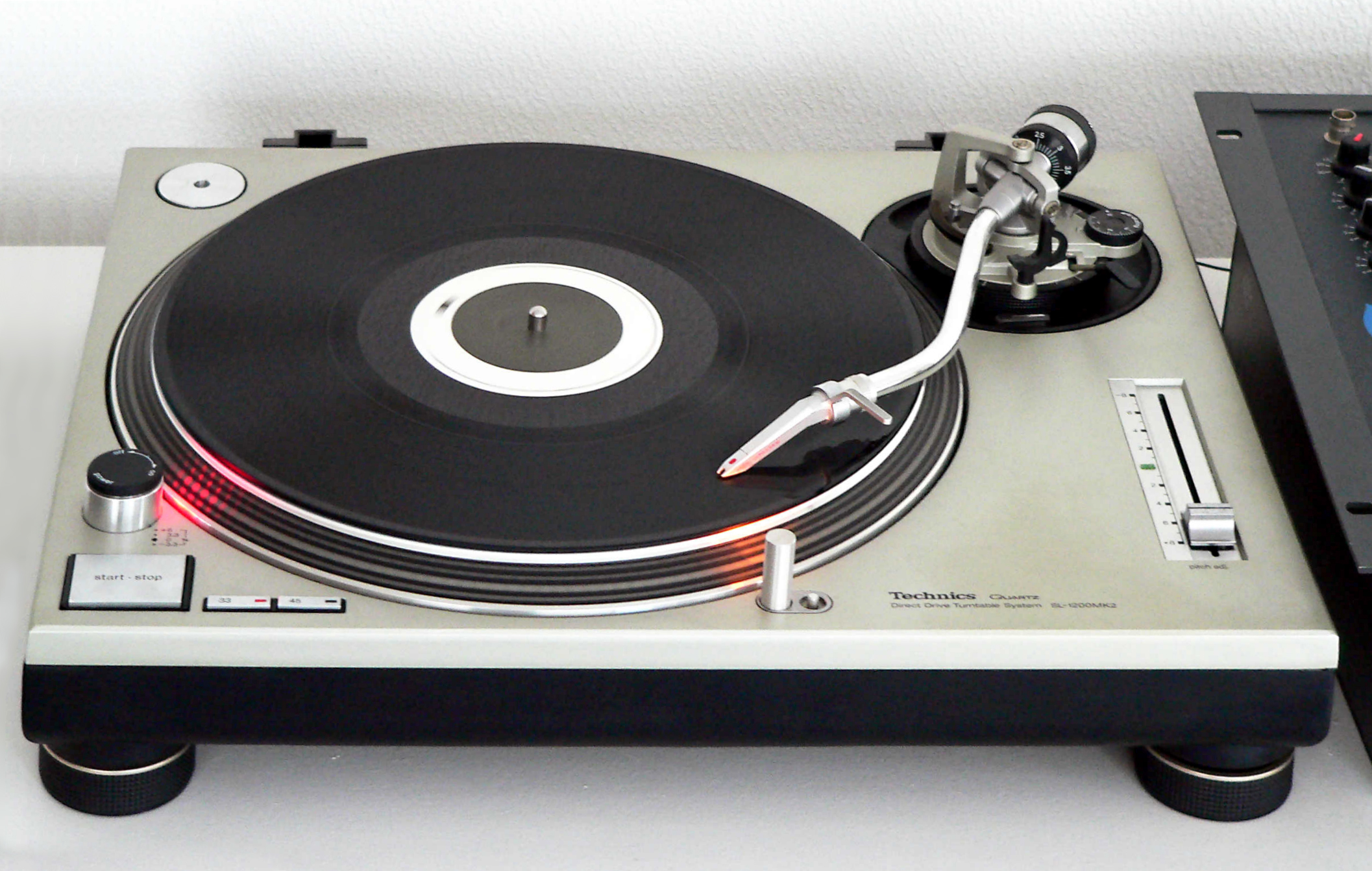
DJ 투컷의 턴테이블과 같은 기업의 턴테이블

타이틀곡인 "Fly"로 활동하면서 SBS 인기가요와 MBC 《쇼! 음악중심》 컴백 무대에서 곧바로 1위를 기록하였으며 인터넷 차트에서도 몇 주 동안 상위권을 기록하였다. 러브홀릭의 지선이 피쳐링한 후속곡 "Paris" 또한 차트에서 상위권을 기록하였고 2005년 SBS 가요대전에서 "Fly"로 최우수 힙합부문을 수상하였으며 제 3회 한국대중음악상에 최우수 힙합 음반에 Swan Songs, 최우수 힙합 싱글에 "Fly"가 후보로 지명되었다. 이후 "Fly"는 국내 가요 최초로 EA의 《FIFA 07O.S.T》로 수록되었다.
2006년 2월, 신곡 1곡 〈사진첩〉 및 여러 리믹스와 반주가 들어간 3집 리패키지 Black Swan Songs를 발매하였다. 신곡으로 잠시동안의 활동을 한 뒤, 별다른 활동없이 린과 함께 《3인3색 러브스토리: 사랑즐감》의 O.S.T.인 〈집번호를 준다는 것은 (I'm OK)〉를 작업하였다. 2006년 5월 13일엔, 무브먼트의 일원으로서 《2006 무브먼트 콘서트》에 참여하였다.
Swan Songs에 대한 평가는 상업적인 성공과 음반 내에 힙합적인 곡의 비중이 줄어들고 대중성에 맞춘 노래들로 인하여 많은 매니아들이 이 음반을 에픽하이 최악의 음반으로 꼽기도 하였는데 그 논란은 에픽하이가 4집 Remapping the Human Soul을 발매하기 전까지 계속되었다.
3집 Swan Songs의 누적판매량은 16만 3천여 장으로 이는 에픽하이가 발매한 음반 중에서 가장 많이 팔린 음반이다.

### 2007년: 4집Remapping the Human Soul
2007년 1월 23일, 에픽하이는 2CD에 총 27곡이 수록된 Remapping the Human Soul을 발매하였다. 음반을 발매하자마자 타이틀 곡인 "Fan"과 후속곡인 "Love Love Love"는 음악 차트 상위권을 기록하였으며 음반은 발매한 지 1달 만에 10만 장을 돌파하였다. 이어 SBS 인기가요에서도 2주 연속으로 1위를 기록하는 등 평단과 대중을 모두 사로잡았다는 평가를 받았다. 후속곡 "Love Love Love"로 하반기까지 활동을 이어갔으며, 이 곡은 타이틀 곡인 "Fan"의 인기를 이으며 휴대폰 싸이언의 광고 음악으로 쓰이기도 했다.
케이윌과 함께 삼성전자의 프로젝트 디지털 싱글인 Music is My Life에 참여해 'Music'를 발표했고, 타블로는 보아, 시아준수, 진보라와 함께 애니콜의 프로젝트 밴드인 애니밴드에서 멤버 및 작곡가로 활동하고, 페니와 함께 이터널 모닝을 결성해 Eternal Morning: Sound Track To A Lost Film을 발매하였다.
2007년 MKMF 시상식에서 올해의 음반상 (Remapping the Human Soul), 힙합 음악상 ("Fan")을 수상하였고 골든디스크와 서울가요대상에선 본상을, 제4회 한국대중음악상에서는 6개 부문에 후보(올해의 음악인, 올해의 음반, 올해의 노래, 최우수 힙합 노래, 최우수 힙합 음반, 네티즌이 뽑은 올해의 음악인)로 올라 최우수 힙합 음반상을 수상하였다. 한국 블랙 뮤직 사이트인 힙합플레이야에서는 이 음반을 2007년 올해의 앨범으로 선정함과 동시에 에픽하이를 올해의 아티스트로 선정하였다.
Remapping the Human Soul의 총 판매량은 약 13만장을 기록하였다. 이는 2007년 발매 음반 중에 3위에 해당하는 판매 실적이며, 10만장을 넘긴 세 개의 음반 중 하나로 기록되었다.

### 2008년 5집:Pieces, Part One소품집Lovescream

2008년, 힙합플레이야 쇼 vol.24에서 공연 중인 미쓰라 진

타블로가 싸이월드 디지털 뮤직 어워드에 이 달의 노래로 뽑힌 애니밴드의 곡 "T.P.L."의 대표 수상자로 참석하면서 “5집은 영적인 내용이 담길 것”이라고 다음 음반에 대한 언급을 했다. 그 후, 골든디스크에 참석하여 수상하고 12월 25일에는 데뷔 첫 크리스마스 콘서트를 열었고, 미쓰라 진은 방송 첫 단독 MC를 맡는 등 주가를 올렸다. 에픽하이는 음반 발매 1주일 전인 2008년 4월 10일, 대대적인 홍보와 함께 5집 음반 Pieces, Part One 발매 날짜의 카운트 다운을 시작했다. 1주일동안 선주문만 5만장을 넘기는 위력을 과시한 에픽하이는, 음반 발매 하루 전인 4월 16일에 5집 음원 전곡이 유출되는 아픔을 맞았다.
우여곡절 끝에 4월 17일에 발매된 5집 에픽하이 쇼케이스에서 “5집 음반의 주제는 ‘구원’이며, 타이틀 곡인 "One"도 ‘구원’의 ‘원(援)’ 글자에서 따왔다”라고 밝혔다. "One"의 뮤직비디오 또한 구원을 주제로 촬영되었으며, 여배우 정려원이 여주인공으로 출연하였다.
에픽하이는 활동을 시작하자마자 온•오프라인 음악 차트를 석권하였다. 타이틀 곡인 "One"과 윤하가 피쳐링한 〈우산〉이 인기를 끌었으며 이후, 5월 11일에는 인기가요에서 뮤티즌송을 받으면서 컴백 후 첫 1위를 달성했다. 타이틀 곡 "One"에 이어 후속곡으로 활동을 이어나간 에픽하이는, 당초 후속곡으로 예상됐던 〈우산〉대신 강렬한 "Breakdown"이란 곡이 후속곡으로 발표되었다. 그리고 방송 활동을 위한 "Breakdown" 뮤직비디오가 고문 등 과도한 폭력성으로 인해 지상파 3사에서 방송 불가 판정을 받아 수정과 편집을 다시 거쳐 지상파에서 방송되었다. 이어 뮤직비디오 논란과 함께 후속곡 활동이 끝나지도 않은 시점에, 5집의 1번 트랙이었던 "Be"가 백마스킹논란에 휩싸이기도 했다.
그 후 리쌍과 함께 영화 《다찌마와 리》 O.S.T에 참여하기도 했다. 2008 베이징 올림픽을 맞아 SK 텔레콤에서는 "올림픽 생각대로" 캠페인을 시작하여 〈올림픽 되고송〉이라는 CM송을 만들어 광고에 활용하였는데, 에픽하이에게 의뢰하여 랩 버전을 만들었다. 또한 수영 선수 박태환이 광고에 나와 따라 부르면서 큰 화제가 되었고 이어 조회수가 80만건에 주간 벨소리 다운로드가 만 여건에 이르렀다. 다른 통계치에서는 올림픽 기간에만 음원 다운로드가 4만 여건, 싸이월드 배경음악 86만 여건으로 큰 히트를 쳤다.
2008년 골든디스크 시상식에서는 디스크부문 본상 (Pieces, Part One), 디지털 음원부문 본상 ("One", 〈우산〉), 인기상 부문에 후보로 올랐다. 5집 Pieces, Part One의 음반 판매량은 9만여 장으로 집계되었다.
9월 30일, 데뷔 후 첫 소품집인 Lovescream을 발매하였다. 전체적으로 기존 전자방식 작곡을 버리고 아날로그식으로 작업했으며 연주곡 2곡과 곡 5곡, 총 7곡이 수록되었다. 5집과 소품집의 연이은 활동 및 성공으로 2008년 MKMF에서 에픽하이는 힙합상을 받았고 이어 Pieces, Part One이 올해의 음반상 후보에 올랐다.
에픽하이는 자신들의 독립 레이블인 맵더소울을 설립하기 위해 소품집 Lovescream을 마지막으로 데뷔부터 소속사였던 울림 엔터테인먼트와 결별하였다. 소품집 Lovescream의 판매량은 5만 4천여 장을 기록하였다.

### 2009년: 북 앨범 《魂: Map the Soul》, 리믹스 앨범Remixing the Human Soul, 6집[e]
2008년 12월, 전 소속사인 울림엔터테인먼트와 계약을 끝낸 뒤, 자신들의 독립 소속사인 맵더소울을 설립하였다. 2009년 3월, CD와 음반을 결합한 북 앨범 《魂: Map the Soul》을 3월 27일에 발매하며, 자신들의 사이트 맵더소울닷컴에서만 판매한다고 알렸다. 북 앨범 발매 후, 사이트를 통해 온라인 쇼케이스를 하였으며 사이트 내 게시판과 블로그, 비디오로그 등을 통해 팬들과 접촉하기 시작하였다. 이어 MYK, 케로 원과 함께 4월 26일부터 5월 23일까지 일본, 한국, 미국을 포함한 월드 투어를 성황리에 마쳤다. 또한 타블로는 6월 25일부터 6월 27일까지 열린 GFC (Global Fresh Collective)에 한국 대표로 참여하였다.
2009년 6월 8일, 타블로는 블로그를 통해 플래닛 쉬버와 함께 Remixing the Human Soul을 작업한다고 알렸다. 원래 디지털 음반으로 발매할 예정이었으나 결과적으로 완전히 다른 음악이 만들어져 음반으로 발매한다”라고 밝혔다. 2009년 7월 4일, 7월 11일에 걸쳐 무한도전 올림픽대로 듀엣가요제에서 정형돈과 듀엣인 ‘삼자돼면’을 결성해 〈바베큐〉를 불러 3등에 해당하는 은상을 받았다.
이어 2009년 7월 14일, 사이트와 블로그를 통해 플래닛 쉬버와 함께 작업한 리믹스 음반 Remixing the Human Soul의 발매를 알리며 7월 4일 무한도전에 나왔던 〈전자깡패〉의 메이킹 필름과 리믹스 음반 히든트랙으로 〈전자깡패〉가 수록된다고 알렸다. 그리고 7월 22일, 에픽하이는 리믹스 음반 Remixing the Human Soul발매와 함께 사이트를 통해서 〈전자깡패〉를 무료로 배포했다. 또한 음반은 발매하자마자 미국 아이튠즈 스토어 일렉트로니카 부문 톱 차트 10위 내에 기록되었다.
리믹스 음반 Remixing the Human Soul의 총 판매량은 1만 2천 여장으로 기록되었다.

[e]-PARADE의 공연 포스터

에픽하이는 Remixing the Human Soul을 발매하자마자 곧바로 다음 음반 작업에 작업 중이라고 밝혔다. 그리고 이어 맵더소울 뉴스 게시판을 통해 음반 막바지 작업 중이라고 알렸다. 사이트 개편 후인 8월 22일에는 9월에 발매한다는 걸 알리며 “이전에 발매한 《魂: Map the Soul》과 리믹스 음반인 Remixing the Human Soul은 이 음반을 위한 연습이었다”라고 밝혔다.
8월 24일에는 “발성과 플로우, 가사 스타일도 다양하게 시도했다”라고 밝혔고 27일에는 타블로가 자신의 블로그를 통해서 다음 음반의 제목은 [e]이며, 2CD 구성에 총 30 트랙으로 이루어졌다고 밝혔다. 이어 공식적으로 9월 1일 맵더소울 뉴스를 통해 “2CD 구성에 30 트랙이 수록되며 2009년 9월 16일에 발매된다”고 알렸다.
발매 7일 전인 9월 9일, 자신들의 사이트인 맵더소울을 통해 박지윤, MYK, Dok2, 양동근, 라카, 덤파운데드, 케로 원 등이 참여한 [e]음반의 트랙리스트를 공개했다. 구성에 대해 2CD 구성에 74 페이지 분량의 미니북이 포함된다고 알렸다. 또한 트랙리스트의 공개로 맵더소울닷컴이 다운되는 등, 많은 관심을 끌었다.
9월 16일, 음반 발표와 함께 전곡이 발표되었고 곧 뜨거운 인기를 얻으며 관심을 받았다. 타이틀곡 〈따라해 (Wannabe)〉로, 당일 방송된 《음악여행 라라라》로 첫 컴백 방송을 가졌다. 음악 프로그램으로는 음반 발매 익일 《엠카운트다운》에서 컴백스테이지를 갖고, 다음 날 《뮤직뱅크》로 공중파에 컴백하였다. 또한 9월 19일, 올림픽공원 올림픽홀에서 열린 플래닛 쉬버, MYK 등과 함께 6집 발매 기념 콘서트인 《EPIK HIGH [e]-PARADE 2009》를 성황리에 마치고 9월 25일, 미국 아이튠즈 힙합 순위 탑 100에 기록되었으며 9월 27일, 드렁큰타이거, 덤파운데드, 라카 등과 함께 2009 인천세계도시축전]] 일환으로 열린 R-16 콘서트에도 참여하였다.
2009년 10월 7일, DJ 투컷이 자신의 블로그를 통해 10월 13일에 결혼식을 치르고 10월 15일 현역 입대를 한다고 밝혔다. 10월 8일, 에픽하이는 DJ 투컷의 입대로 인해 6집 활동을 마감했다. 이는 여태 에픽하이가 발매한 음반 활동 기간 중 가장 짧은 기간이다.

2009년 12월 24일, 고려대에서의 에픽하이

10월 13일, 입대 2일 전 DJ 투컷이 결혼식을 올리고 10월 15일, 타블로, 미쓰라 진 등 맵더소울 관계자들의 배웅을 받으며 입대하였다. 10월 26일에는 리더 타블로가 교제해왔던 강혜정과 결혼하였다. 결혼식은 비공개로 신랑측 하객으로는 무브먼트 크루를 비롯한 힙합 가수들과 신부측 하객으로는 안성기와 같은 영화배우들의 다수 참석한 가운데 치러졌다.
10월 30일, 네이트의 시맨틱 검색 테마곡인 "Search"를 공개하고, 싸이월드의 BGM으로 무료 배포하였다. 11월 13일, 맵더소울닷컴에 올린 동영상을 통해 타블로와 미쓰라 진이 Dok2의 EP 음반 Thunderground EP에 녹음에 참여하며, 플래닛 쉬버의 첫 디지털 싱글 Momentum에 윤미래, 개코, 더블 케이 등이 참여하고, 이어 자신들의 솔로 음반을 비롯한 MYK의 데뷔 음반 소식을 전한 뒤 차후 활동 없이 에픽하이의 음반이 여러 형식으로 새로 나올 수 있다고 밝혔다.
11월 16일, 타블로는 자신의 블로그를 통해서 DJ 투컷 없이 12월 24일, 고려대학교 화정체육관에서 맵더소울 소속 아티스트들과 함께 크리스마스 콘서트를 한다고 밝혔다. 11월 26일에는 맵더소울 아티스트들과 함께 김범수와 꿈꾸는 라디오에 출연하였다. 이어 12월 4일, 도끼의 단독 콘서트인 《It's Me 콘서트》에 게스트로 출연하였으며 12월 7일, 영화 《용서는 없다》에 6번째 정규 음반인 [e]에 수록된 "Slow Motion"이 영화와 함께 뮤직비디오로 제작되었으며 같은 음반에 수록된 "Heaven", "Owls. Shadows. Tears."가 수록곡으로 삽입된다고 알렸다.
12월 9일, 플래닛 쉬버의 음반 Momentum의 발매와 함께 에픽하이의 《LAST CHRISTMAS》 콘서트 홍보곡 〈산타깡패〉가 무료로 배포 되어 큰 인기를 끌었다. 12월 10일에는 2009년 골든디스크]] 시상식에 참여해 힙합 부문상을 수상하였다. 12월 24일, 고려대학교 화정체육관에서 《LAST CHRISTMAS》를 열었다.
2009년 12월 29일, 맵더소울의 C.E.O가 최알렌진욱에서 타블로로 바뀌었다. 2009년의 마지막 날인 12월 31일에는 일산 킨텍스 4홀에서 열리는 화이트홀 파티에 맵더소울 식구들과 참가하여 무대위에 섰다.
6집 [e]의 총 판매량은 2만 7천 장이다

### 2010년: 스페셜 앨범Epilogue
2010년의 첫 활동으로 1월 2일에 MYK, 도끼와 함께 《김정은의 초콜릿》에 출연하였다. 1월 12일, 프랑스에서 열리는 음악 축제인 《미뎀 2010》에 f(x)와 함께 쇼케이스에 참여한다고 밝혔고 1월 23일, 프랑스로 출국하여 MYK, DJ 프리즈와 함께 참여하였다. 1월 25일, 맵더소울이 전 소속사였던 울림 엔터테인먼트와 합병되며 3월에 에픽하이의 스페셜 음반이 준비 중이라고 알렸다. 1월 26일, 프랑스에서 열린 《미뎀 2010》에서 f(x)와 성황리에 공연을 마쳤다. 이후 핏불 소속 에이전트로부터 곡 작업 제의, 호주 타임레스로부터 온, 오프라인 유통 제의를 받았다.
DJ 투컷이 입대함에 따라, 에픽하이는 2년 공백을 가지게 되어 타블로와 미쓰라 진은 개인적인 활동을 전개하였으나 1월 31일, 프랑스에서 미뎀 공연을 마치고 돌아온 에픽하이는 2010년 3월에 스페셜 음반을 발매한다고 발표하였다. DJ 투컷이 빠진 2인조로 활동하게 되며, 또한 전 소속사인 울림 엔터테인먼트가 많은 부분을 맡아 마케팅에도 적극 임하게 되었다. 이 음반을 마지막으로 몇 년동안 에픽하이의 활동은 중단되었다.
에픽하이는 트위터를 통해 작업하는 모습을 올렸으며 2월 11일, 음반의 마무리 작업 중임을 알리며 음반의 제목은 Epilogue이며 변동없이 2010년 3월에 발매될 것이라고 밝혔다.
에픽하이는 그들이 프로듀싱하고 있던 소속사 후배 그룹 인피니트와 함께 2010년 동계 올림픽에 대한민국 선수단을 응원하는 동영상을 만들기도 했다. 2월 18일, 녹음 작업을 마무리하였으며 믹싱 작업을 앞두고 현재 음반의 자켓을 디자인 중이라고 밝혔다. 또한 맵더소울도 리뉴얼 중이라고 알렸다. 2월 21일에는 녹음을 끝마쳤다.
에픽하이는 미국의 세계적인 언론인 CNN의 "토크 아시아(Talk Asia)"를 촬영하였다. 타블로는 “CNN이 한국 음악의 깊이와 다양성을 알고 큰 관심을 보여줘서 기뻤다.”라고 하였다. 이어 타블로는 트위터를 통해 Epilogue의 발매일이 3월 9일로 정해졌다고 밝혔고 2월 25일에는 음반 작업 영상 및 티저 영상을 유튜브를 통해 공개하였다. 영상에서 기존에 밝힌 바와 같이 “기존 음반에 넣으려 했던 곡들 중 컨셉이 겹치는 몇몇 곡들을 미완성인 채로 배제하였다가 이번 음반을 통해 완성하여 공개한다”라고 밝혔다.
2월 26일에는 트랙리스트를 공개했다. 그리고 미쓰라 진은 김진표와 함께 M.net의 새로운 프로그램을 맡게되었다.
3월 3일 새벽에 타블로가 타이틀 곡은 "Run"이라고 밝혔다. 그리고 타이틀 곡의 뮤직비디오 티져 영상을 공개하였다. 당일 오전부터 트위터를 통해 음반이 마스터링 작업에 돌입했음을 알렸고 음반 발매 후부터 송 노트를 게시하겠다고 밝혔다. 이어 국내 최초로 음반 티저 만화가 공개가 되었는데 Epilogue의 티저만화는 국내 웹툰 작가인 임인스가 그렸다.
3월 9일 발매 당일 타이틀곡 "Run"의 뮤직비디오가 유출되어 파장을 일으켰다. 발매 다음 날 3월 10일에는 미국 아이튠즈 "힙합/랩 음반 차트"에서 1위를 하기도 하였다. 공중파 3개의 음악 방송에서 컴백하면서 본격적인 활동을 시작하였다.
에픽하이는 2010년 3월 20일에 유튜브가 개최한 《유튜브 뮤직데이》에 헤드라이너로 참여하였다. 4월 11일에는 리바이스가 주최하는 Keep The Faith 콘서트에 윤미래 등과 참여하였다. 이어 공중파 방송에 출연하며 4월 17일에 힙합플레이야 10주년 쇼에 헤드라이너로 참여하였다. 미쓰라 진을 제외하고 타블로는 아내 강혜정의 출산으로 인해 5월 초까지 휴식을 가졌다. 5월 2일, 타블로가 득녀를 하고 복귀한 후 활동은 기존에 녹화한 음악 프로그램과 예능 프로그램에 출연하였으며 주로 라디오 프로그램 게스트로 참여하였다. 이후 5월 26일, 타블로는 트위터를 통해 Epilogue 활동 마감을 알렸다.
DJ 투컷없이 Epilogue의 활동을 마감한 에픽하이는 공백기를 가지기 시작하였으나 그와 동시에 멤버인 타블로는 다시금 학위 논란에 빠졌다. 2007년 이후 한 네티즌을 중심으로 타블로 관련기사에 댓글을 달며 끊임없이 의혹을 제기해왔고 점차 개개인적으로 의혹을 제기해왔던 네티즌들이 모여 “타블로에게 진실을 요구합니다”라는 카페를 개설하면서 의혹이 커졌다. 또한 타블로 뿐만이 아니라 가족들에 대한 의혹을 제기하였다.
별다른 대응을 하지 않았던 타블로는 언론과 경찰을 통해서 학력인증서와 입학공인서, 성적표 등을 공개하는 등 직·간접적으로 쌓인 의혹을 해명하기 시작했다. 또 해명과 동시에 정도를 넘은 악플러들을 법적 대응하기도 하겠다고도 밝혔다.
일부 누리꾼들은 계속해서 의혹을 제기하였고 사회적인 문제로 치닫자, MBC 스페셜은 타블로와 함께 스탠퍼드를 방문한 것을 2주간에 걸쳐 방송했다. 이어 네티즌도 또 다른 카페인 “상식이 진리인 세상”에선 고소장을 2차례 제출하는 등 법정싸움으로 커졌다. 그 사이 2010년 8월, 1년 전 군입대해있던 DJ 투컷에 이어 미쓰라 진이 언론의 관심을 피해 비밀리에 입대하였다. 그 후, 경찰이 타블로의 스탠퍼드 학력을 사실이라고 결론을 내렸으며 타진요 운영진들을 비롯한 회원 12명은 타블로와 타블로의 가족에 대한 명예훼손 혐의로 기소되어 이중 2명은 징역 10월에 집행유예 2년의 실형을 선고받았다.

### 2011년
논란 이후, 타블로가 소속사인 울림 엔터테인먼트와 결별하고 새로운 연예 기획사와 접촉하고 있다는 소식이 전해졌으나 구체적인 활동 계획이 알려지지는 않았다. 미쓰라 진은 연예사병으로서 활동하고, DJ 투컷은 2011년 8월 9일에 제대했다. 미쓰라 진은 서지석과 함께 제대한 다이나믹 듀오가 맡고 있던 국군 방송 《프리웨이》를 진행했다.
DJ 투컷의 제대 이후에도 에픽하이의 멤버들은 별다른 움직임을 보이지 않았다. 그러던 중 2011년 9월 27일에 타블로의 YG 엔터테인먼트 전속 계약 소식이 전해졌다. 타블로는 "누구를 원망하거나 탓할 마음 없다"며 심정을 밝히며 오랜만의 소식을 알려왔다. 타블로가 단독 계약을 맺자, 행로가 정해지지 않던 DJ 투컷이나 군대에 있던 미쓰라 진의 향방에 초점이 모아지며 에픽하이의 해체 여부에 대해도 관심이 모아졌다. 그러나 멤버들의 사이가 워낙 좋아 에픽하이의 해체는 없다고 밝혔다. 타블로의 첫 솔로 음반은 《열꽃》으로 2011년 10월 21일에 첫 번째 파트인 파트 1로, 공개 직후 6개 음원 차트에서 1위를 석권하였다. 11월 1일, 《열꽃》의 파트 2와 파트 2의 타이틀곡인 "Tomorrow"의 뮤직비디오가 공개되었고 공개 직후 전곡 음원 차트 상위권에 올랐다. 또한 미국 아이튠즈 힙합/랩 부문 차트에서 5위를 기록하는 등 여러 나라의 아이튠즈 차트에서 상위권을 기록하였다.

### 2012년: 7집99
마지막으로 군대에 입대했던 미쓰라 진이 2012년 5월 14일에 제대하면서 에픽하이의 복귀에 대해 대중들의 시선이 집중되었다. 2012년 7월, YG 엔터테인먼트가 미쓰라 진과 DJ 투컷을 포함한 에픽하이 전 멤버와의 계약을 밝히며 9월에 새 음반이 발매된다고 알리면서 에픽하이 해체설을 완전히 종식시켰다. 언론은 YG의 싸이 영입과 더불어 에픽하이의 영입이 YG 사단에 무게감을 더해준 좋은 계약이라는 평을 했다. 이와중에 에픽하이의 히트곡과 명곡을 모은 베스트 음반 The Collection 2003-2010가 7월 26일에 발매되기로 알려졌지만, DJ 투컷과 타블로의 트위터를 통해 멤버들을 몰랐던 사실을 전하며 앨범 발매가 연기되었다. 많은 사람들이 전 소속사인 울림엔터테인먼트의 행보라고 하였지만 밝혀진 바가 없다. CJ의 단독진행일 수도 있기 때문에 섣불리 오해해서는 안된다.
YG 엔터테인먼트는 9월 27일에 YG-LIFE라는 자사 블로그를 통해 에픽하이의 10월 내 복귀를 언급하였다. 블로그에 게재된 사진 자료에는 이하이의 이름도 언급되어 있어 프로젝트 앨범 등의 여러 가능성이 제기되었지만, 다음날에는 블로그를 통해 각자의 구체적인 음반 발매 예정일이 발표되면서 이는 에픽하이와 이하이의 별개의 활동이 될 것임이 밝혀졌다. 블로그에 따르면 에픽하이는 이하이가 피쳐링으로 참여한 선공개 곡 〈춥다〉로 10월 9일에 가요계에 복귀할 예정이며, 정규 7집의 음원은 10월 19일에 발매가 예정되었다. 에픽하이는 10월 9일 저녁 6시에 선공개 곡 〈춥다〉를 발매하면서 약 3년 만에 복귀를 성공적으로 치렀다. 그 이후 〈춥다〉는 각종 음원 사이트에서 꾸준히 1위를 지키며 모든 주간 음원 차트에서 1위에 올라 뜨거운 관심을 실감케 했다.
10월 17일, 당초 10월 15일 공개 예정이었던 7집 트랙리스트가 블로그를 통해 공개되었다. 에픽하이의 정규 7집의 제목은 99로, 총 10곡이 수록되어 있다. 두 곡을 내세운 더블 타이틀 곡 형식을 선택했으며, 2NE1의 박봄이 피처링으로 참여한 1번 트랙 "Up"과 안티팬들에 대한 증오를 재치있게 담아낸 2번 트랙 "Don't Hate Me"이 타이틀 곡으로 선택되었다. 이에 앞서 선 공개곡으로 발매된 〈춥다〉 등이 수록되어 있다. 이 7집은 기존의 에픽하이가 추구하던 힙합의 틀을 벗어나 현대가요의 흐름을 접목시켜 큰 센세이션을 일으켰으며 에픽하이가 시도한 최초의 역동적인 시도의 앨범이다.

### 2013년
2012년에 발매한 앨범 99의 활동이 끝나고 2013년 10월에는 당초 에픽하이의 데뷔 10주년 기념 음반이 예정되어있었으나 취소되었고 대신 작업 영상과 함께 10주년 기념 음원인 '420'을 무료공개하였다.
11월 3일 KBS 2TV 슈퍼맨이 돌아왔다에 타블로가 그의 딸 이하루와 함께 고정출연하게 되었다.

### 2014년: 8집신발장
4월 21일, 타블로는 2008년에 진행하다 하차한 본인의 라디오인 꿈꾸는 라디오를 다시 DJ로서 진행하게 되었고 에픽하이의 전 멤버가 고정 코너를 가지게 되었다.
5월 19일, 에픽하이는 중국의 가수 조비창과 함께 디지털 싱글 "With You"를 중국에서 발매하였고, 7월 2일에는 에픽하이 5집 수록곡이던 '우산'을 리메이크해 윤하의 데뷔 10주년 기념 선물해 디지털 싱글로 발매되었다.
7월 3일, 타블로는 Mnet의 프로그램 쇼미더머니 3에 마스타우와 함께 TEAM YG의 심사위원, 프로듀서로 출연하였다.
10월 8일, YG Life에 Who's Next?가 게시되어 소속가수의 컴백을 예고했다. 10일, 실루엣 사진이 공개됐다. 13일 자정, 컴백하는 가수는 에픽하이. 8집 신발장이라 적혀있는 에픽하이 3인의 사진이 공개되었다.

### 2019년: EPSleepless in __________
3월 11일, '불면'을 주제로 한 소설집 형태의 앨범을 발매했다.

### 2021년: Epik high is Here 上
1월 18일, 정규 10집 중 첫번째 파트인 Epik high is Here 上을 발매했다. 2CD 앨범으로, 두번째 파트인 下는 2021년 안에 발매될 예정이라고 밝혔다.

## 음악 스타일

### 작곡

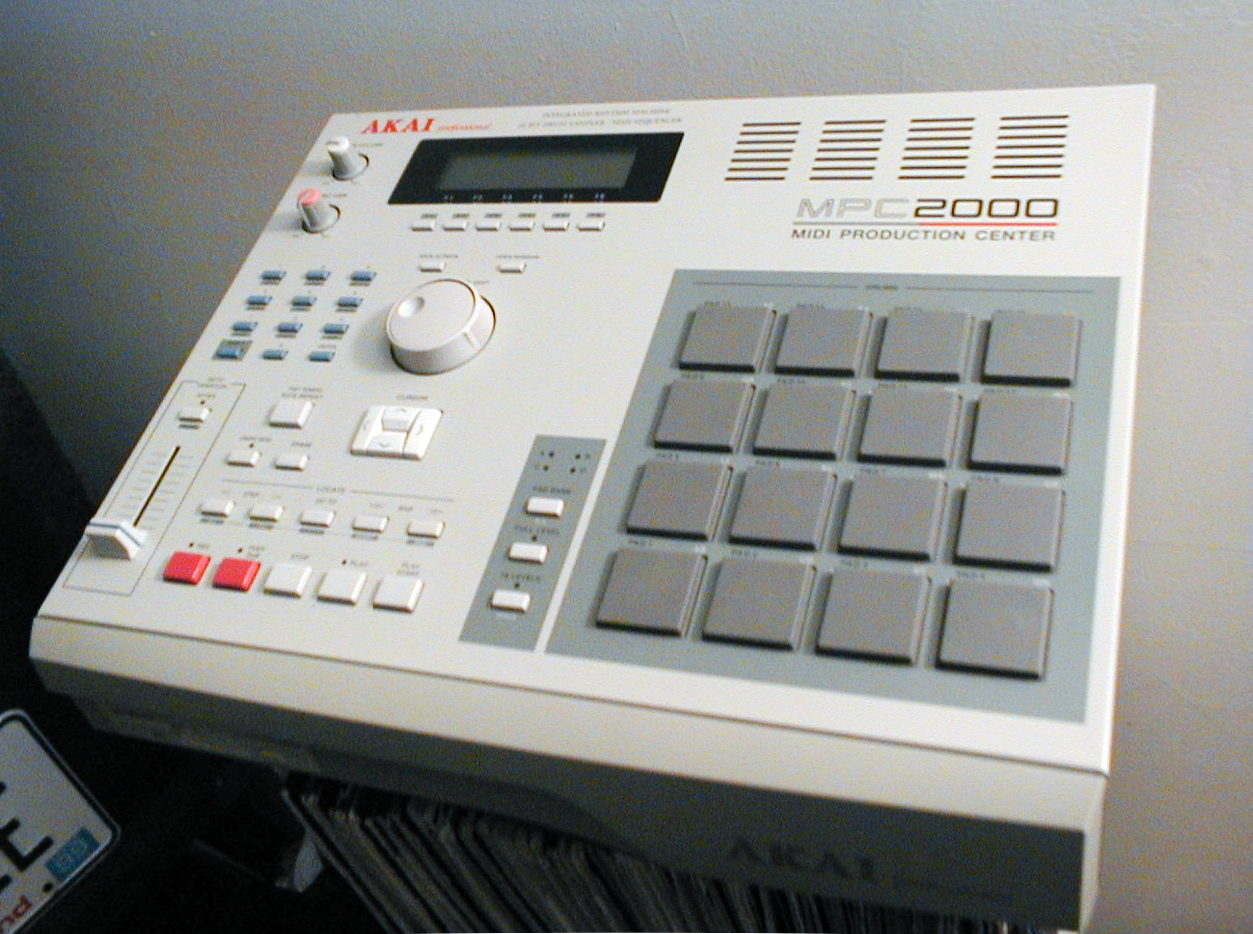
에픽하이가 사용하는 드럼샘플러 겸 시퀀서의 낮은 버전 제품

에픽하이는 기본적으로 힙합을 추구하고 있다. 하지만 에픽하이는 전통적인 힙합이 아닌 여러 장르를 넘나드는 곡을 제작하는 경향을 보인다. 1, 2집에는 다이나믹 듀오, J-Win 등의 도움을 받고 샘플링의 비중이 많았다. 2집 High Society부터 샘플링을 유지하면서 다른 장르의 음악을 합치는 얼터너티브 힙합 음악을 하였다. 3집 Swan Songs에서부터는 스크래치 외에 샘플링의 비중이 줄었으며 "Fly", "Paris", "Let It Rain"을 거점으로 일렉트로니카, 록, 재즈 등 여러 장르를 넘나들며 음악을 만들기 시작했다.
4집 Remapping the Human Soul에선 DJ 투컷과 타블로가 각각 따로 작업을 하였는데 DJ 투컷과 미쓰라 진이 작업한 The Brain에선 힙합의 기본적인 작곡법인 턴테이블과 MPC로 샘플링 및 리얼 악기 연주하는 방식으로 작업하였고 타블로가 작업한 The Heart에선 샘플링을 한 곡을 빼고 아예 배제하는 방법으로 키보드와 컴퓨터로 작곡, 리얼 악기를 중심으로 작업하였으며 다른 장르에 가까운 음악 작업을 하였다. 5집 Pieces, Part One에선 트랜스적인 요소를 사용하였고 EP 음반인 Lovescream에서부터 어쿠스틱 피아노 등 아날로그한 사운드를 시도했다. 6집 [e]에서도 1번째 CD인 [e]motion에 그대로 이어지며 2번째 CD인 [e]nergy엔 플래닛 쉬버의 영향으로 일렉트로니카 위주의 사운드를 가미하였다.
B-사이드와 신곡을 수록한 스페셜 음반 Epilogue에선 록 사운드 위주로 여러 장르의 음악을 선보였다. 또한 스크래치, 드럼 앤 베이스 등 인스트루멘탈 음악도 제작하고 있다. 작곡, 프로듀싱은 1집 이후부터 멤버들이 주로 하지만, 간간히 외부 MC나 프로듀서의 곡이 한 두곡 정도 들어가는 제작스타일을 유지하고 있다.

### 작사
에픽하이의 작사 스타일은 음반을 발매하면서 많은 변화를 추구하였고 4집 이후 각 곡마다 숨겨진 메시지가 많아 팬덤 사이에서 가사를 비롯한 컨셉을 연구하기도 한다. 또한 때론 사회 비판적인 가사와 직설적인 가사를 쓰는 편이다.

에픽하이는 유난히 다른 그룹에 비해서 방송 심의에 많이 걸렸다. 대부분 직설적인 가사나 충격적인 소재를 다루는 뮤직비디오 때문으로 1집 Map of the Human Soul과 2집 High Society는 음반의 수록곡 대다수가 심의에 걸렸으며 3집 Swan Songs의 타이틀 곡 "Fly"의 뮤직비디오는 인질극 소재로 일부 방송 불가 판정을 받았고 4집 Remapping the Human Soul또한 MBC에서 3곡이 욕설로 인해 심의에 걸렸다. 5집 Pieces, Part One의 후속곡인 "Breakdown" 뮤직비디오는 장면 내 폭력성으로 인해, 북 앨범 《魂: Map the Soul》또한 수록된 10곡 중 3곡이 방송 불가 판정을 받은 데 이어, 에픽하이의 대부분의 음반이 청소년보호위원회에서 청소년 유해매체로 지정되었다.
잦은 심의에 에픽하이는 《魂: Map the Soul》에 수록된 "Believe"를 통해서 청소년 유해매체 지정과 심의실에 대해 언급하기도 하였고, 북 앨범에 “Freedom of Speech?” 라는 섹션을 실어서 지나친 심의에 대한 불편함을 간접적으로 표현하기도 했다. 이어 4월 14일, 《이하나의 페퍼민트》 마지막 방송 자리에서도 "Cipher"가 금지곡으로 지정되어 부르지 못하자 (M.net, KM, MTV 등의 케이블 방송에선 심의에 통과하였다.) 청소년보호위원회와의 법정싸움에서 승소했던 동방신기의 〈주문-MIROTIC〉에 맞춰 "Believe"를 부르기도 하였다., 방송에서도 2009년 6월 10일, MBC 《라디오스타》에 출연해 타블로가 “방송 심의가 좀 더 여유 있었으면 좋겠다”라고 밝히기도 하였으며 2009년 9월 16일, MBC 《음악여행 라라라》에서도 금지곡에 대해 “이유없이 부정적이거나 저질스러운 가사인 게 아니라 표현선택으로 인한 것”이라고 밝혔다.

이후 2009년 11월, 발매한 6집 [e]에서도 "Still Here", "Supreme 100", 〈말로맨〉, "Rocksteady", "Rocksteady (Korean Ver.)", 〈흉〉이 욕설, 마약 및 선정성으로 인해 청소년보호위원회로부터 청소년 유해매체로 지정되었고, 이에 대해서도 2009년 12월 14일, 타블로는 KBS 《왈가왈부》와의 인터뷰에서 “어떤 부분에선 청소년에게 유해판정으로 인해 듣고 알아야하는 것을 막는 게 아닌가 싶다”고 말했다.

2010년 3월, 타블로는 유희열의 스케치북에서 19금 판정이 안 난 새 앨범 Epilogue를 소개하면서, 자신이 참여한 이터널 모닝의 가사가 없는 Eternal Morning: Sound Track To A Lost Film앨범도 청소년 유해매체로 지정되었다며 너무 엄숙한 심의 기준을 문제 삼기도 했다.

2010년 4월, CNN의 "토크 아시아"(Talk Asia)에서는 타블로가 "그냥 나를 싫어해서 심의를 당하는 것 같다, 왜냐하면 비슷한 노래는 심의 당하지 않았기 때문이다."라며 한국의 정치와 심의를 비판했다.

## 평가
에픽하이는 몇 안되는 실력파에 대중과 평단을 사로잡는 오버 힙합 아티스트로 인정받고 있다. "Fly", "Fan", "Love Love Love", "One", 〈우산〉 등의 대표곡들은 대중적으로 성공을 거두었다. 그리고 "The Future", 〈혼〉, "Flow" 등은 힙합 매니아 층에게 호평을 이끌어내는 데에 성공하며 실력파 힙합 그룹으로써의 입지를 굳혔다. 또한 단체곡인 "Eight by Eight" 시리즈, "Open M.I.C", "Still Life", "Rocksteady" 등의 곡에서 여러 아티스트들과의 작업을 보여주었다. TBNY가 가장 자주 참여하며, 다이나믹 듀오를 비롯한 무브먼트 소속 아티스트 및 소울 컴퍼니의 키비, 더 콰이엇이나 오버클래스의 버벌 진트와 가리온의 MC 메타 등 쟁쟁한 힙합 뮤지션들이 참여하였다. 그리고 그 외에도 "One"과 "Paris" 등의 지선, 〈1분 1초〉의 타루, 〈혼자라도〉의 클래지콰이, 〈그녀가 불쌍해〉의 린, 〈선물〉의 박지윤 등의 보컬 아티스트들도 그들의 음악적 교류를 보여준다.
시간의 흐름으로 보면, 1, 2집까지는 매니아 층의 호평이 잇따랐으나 대중적인 인기는 적었다. 1집의 대중적인 인기는 완패를 당했지만 매니아들은 그룹의 잠재력에 큰 관심을 보였다. 2집에도 사회 비판적인 곡들이 다수 수록되어 있었는데 2집은 방송을 시작하면서 약간의 인지도를 얻게 되었지만, 〈평화의 날〉도 큰 성공과는 거리가 멀었다. 본격적인 성공은 3집부터는 대중적인 음악을 시작함으로써 따르게 되었는데, 타블로의 시트콤 《논스톱 5》와 《스타 골든벨》, 《야심만만》 출연 등 방송 활동으로 이름을 점차 알려가며 약 16만 장의 판매고를 기록하지만 대중적인 인기를 끌기 시작한 에픽하이에게는 그에 대한 비판도 같이 따르게 되었다.
또한 3집은 대중적인 색이 짙은 노래가 다수 포함되고 힙합과는 거리가 멀게 느껴지기도 하는 다소 다른 색을 띄는 음반으로 잇따른 방송 출연과 음악적인 변모로 아티스트들 사이에서도 비판 대상이 되었는데 같은 무브먼트 크루의 해외 활동파 멤버인 익스플리싯 라인즈의 "Problem Child", 스토니스컹크의 〈버팔로 2006〉, 45RPM의 〈두비두밥〉 등 비판의 대상이 되었다.
이런 비판은 4집 초기에도 계속되었으나 이후 이러한 비판은 4집 활동 후 누그러졌는데 4집에 대한 좋은 평가와 다양한 음악적인 시도로 인한 것으로 보인다. 4집에서도 "Fan"을 부를때 춤을 추고, 노래 제목을 이어 가사를 만든 "선곡표" 등은 힙합과는 거리가 다소 있는 모습을 보여줬지만 음반에서 보여준 여러 음악 대한 역량으로 대중과 평단을 사로 잡았다. 5집과 소품집에 이르면서 서사적이고 문학적인 가사스타일은 발매 직후 대중들 사이에서도 열혈 팬을 만드는 데 큰 영향을 끼쳤고, 5집은 타이틀곡 "One", 후속곡 〈우산〉의 성공과 평단으로부터의 호평과 함께 큰 인기를 누렸다.
에픽하이는 소품집 활동을 끝내고 맵더소울이라는 독립 레이블을 세웠다. 독자적인 레이블을 세우고 소비자와 직접 교류하는 방법을 택했는데 이러한 음반 판매 방식은 중간 유통과정에서 늘어나는 음반의 거품을 덜어주었다. 게다가 에픽하이 멤버 전원이 직접 스케줄을 관리하는 등 외적인 일에 참여하였다. 또한 음반 활동은 방송 활동을 배제한 공연 위주의 스케줄을 하였고 그러한 활동에 3집 때부터 이어져온 논란인 돈에 집착한다는 우려와 불신은 사라지게 되었다. 북 앨범에 와서는 “1집으로의 회귀”라고 볼 수 있을만큼 정통 힙합 위주로 매니아적인 면도 많이 고려되었는데 음악적으로 북 앨범은 좋은 시도로 호평을 받았지만 6집에 와서는 대중의 비판의 대상이 되었다. 6집은 30트랙에 2CD, 30트랙으로 많은 화제를 낳았음에도 불구하고, 노래들에서 “에픽하이 특유의 모습이 보이지 않을뿐더러 가장 큰 장점 중 하나였던 메시지의 전달력이 많이 떨어졌다”라는 평이 있다. 이와는 반대로 네이버 이 주의 앨범에 선정되고 음악 평론 사이트인 〈이즘〉에서 2008년부터 별점제도가 시작된 이후로, 한국대중가요가수가 발매한 음반 중 가장 좋은 점수인 4.5를 주는 등 “탄탄한 기본기를 바탕으로한 새로운 모습”이라고 호평을 받았다. 또한 힙합플레이야 어워드 2009년 음반 부분에서 3위를 차지하는 등, 전체적으로 정통힙합의 분위기가 잘 살아났다는 평가도 받는다.
인기 커뮤니티사이트 싸이월드에서는 2012년 9월 28일 기준으로 “명예의 전당 아티스트” 6위를 기록하고 있다. 총 7곡의 노래가 각 10만건 이상 판매되어 대중적으로 인정받았다. 대한민국의 정서상 힙합의 장르가 낯설고 거부감이 있지만, 그 장벽을 어느정도 넘었다는 점에서 인정을 받는다.
무브먼트 소속으로 오버 힙합계에 큰 획을 그으면서, 2005년부터 힙합의 대중화를 가속하는 데 한몫을 하였고 현재 가요와 대중 문화에서 한국의 힙합 영향력이 넓어지고 많이 개척됨에 기여하였다고 평가받는다. M.net 시상식에서 3회 힙합상과 1회 올해의 앨범상을 포함한 총 4회 수상 등으로 힙합의 대중적인 아이콘이 되었다. 특히 인기를 얻기 시작한 3집 Swan Songs은 20대가 뽑은 최고의 음반 5위로 선정되기도 하였고, KBS 라디오에서 설문조사 결과 타이틀 곡 "Fly"가 희망과 용기를 주는 노래 8위로 조사되기도 하였다. 이렇게 대중성을 바탕으로 한 오버그라운드와 음악성이 바탕이 되는 언더그라운드를 아우르는 실력이나 서사적이고 문학적인 가사는 가장 큰 특징이자 강점이라고 평가받는다.

## 음반 목록
정규
- 1집 Map of the Human Soul
- 2집 High Society
- 3집 Swan Songs
- 4집 Remapping the Human Soul
- 5집 Pieces, Part One
- 6집 [e]
- 7집 99
- 8집 신발장
- 9집 WE'VE DONE SOMETHING WONDERFUL
- 10집 Epik High is Here

리패키지
- 3집 리패키지 Black Swan Songs
- 5집 리패키지 Breakdown

## 음반 외 활동

### 예능
- 2021년 KBS2 《옥탑방의 문제아들》 게스트 (116회)
- 2021년 MBC 《놀면 뭐하니?》

### 기타
- 2012년 SBS 가요대전 (With 다이나믹 듀오, 사이먼 도미닉)

## 수상 및 경력

### 시상식
| 연도   | 수상 내역 및 홍보대사 |
| ------ | --- |
| 2005년 | - 《멜론 뮤직 어워드》 올해의 노래상 - 제7회 《M.net KM 뮤직 페스티벌》 최우수 힙합부문상 - <Fly> - 제 20회 《골든디스크》 힙합상 - <Fly> - 《KBS 가요대상》 올해의 가수상 - 《SBS 가요대전》 힙합부문상 |
| 2006년 | - 걸스카우트 홍보대사 |
| 2007년 | - 제8회 《싸이월드 디지털 뮤직 어워드》 2월의 Song Of The Month - 제9회 《M.net KM 뮤직 페스티벌》 올해의 앨범상 - 《Remapping the Human Soul》 - 제9회 《M.net KM 뮤직 페스티벌》 힙합 부문상 - <Fan> - 제 22회 《골든디스크》 본상 - <Fan> - 《KBS 가요대상》 올해의 가수상                                                                   |
| 2008년 | - 《서울가요대상》 올해의 음반, 올해의 가수상 - 제10회 《M.net KM 뮤직 페스티벌》 힙합 부문상 - <One> - 제10회 《M.net KM 뮤직 페스티벌》 편곡상 (5집 "One", 타블로 단독 수상) - 제 5회 《한국대중음악상》 올해의 힙합 음반 - 《Remapping the Human Soul》, 네티즌이 뽑은 올해의 음악인(힙합) - 제9회《대한민국 영상대전》 가수 부문 포토제닉상 |
| 2009년 | - 《싸이월드》 디지털 뮤직 어워드, 베스트 앨범 어워드 수상 - 《아이튠즈》 리믹스 앨범 타이틀 곡 'Fly Higher' 일렉트로닉 차트 3위 (미국 아이튠즈) - 제 24회 《골든디스크》 힙합상 - <트로트/따라해> |
| 2010년 | - 《아이튠즈》 스페셜 앨범 타이틀 곡 'Run' 힙합 차트 1위 (미국 아이튠즈) |
| 2011년 | - 《아이튠즈》 타블로 솔로앨범 '열꽃' 힙합 차트 1위 (미국,캐나다 아이튠즈) -타블로 단독수상 - 《빌보드》 타블로 솔로앨범 '열꽃' 빌보드 월드 앨범 차트 2위(Part.1), 5위(Part.2) (미국 빌보드) -타블로 단독수상 |
| 2012년 | - 제14회 《Mnet 아시안 뮤직 어워드》 베스트 랩 퍼포먼스상 - <UP> |
| 2013년 | - 제27회《골든 디스크》 어워즈 디지털음원부문 힙합상 - 제22회 하이원 서울가요대상 본상 |
| 2014년 | - 제16회 《Mnet 아시안 뮤직 어워드》 베스트 랩 퍼포먼스상 - <헤픈엔딩> |
| 2015년 | - 제29회 《골든 디스크》 음원본상 - 제29회 《골든 디스크》베스트 힙합상 - <헤픈엔딩> |

### 가요 프로그램 1위
| 연도            | 수상 내역 (총 18회) |
| --------------- | --- |
| 2005년 (총 5회) | - Fly (총 5회) - 10월 29일 MBC 《쇼! 음악중심》 1위 - 11월 5일 MBC 《쇼! 음악중심》 1위 - 11월 10일 M.net 《엠카운트다운》 1위 - 11월 12일 MBC 《쇼! 음악중심》 1위 (3주 연속) - 11월 27일 SBS 《인기가요》 뮤티즌송                |
| 2007년 (총 5회) | - Fan (총 5회) - 2월 15일 M.net 《엠카운트다운》 1위 - 3월 1일 M.net 《엠카운트다운》 1위 - 3월 4일 SBS 《인기가요》 뮤티즌송 - 3월 11일 SBS 《인기가요》 뮤티즌송 (2주 연속) - 3월 15일 M.net 《엠카운트다운》 1위 (트리플 크라운) |
| 2008년 (총 2회) | - One (총 2회) - 5월 11일 SBS 《인기가요》 뮤티즌송 - 5월 18일 SBS 《인기가요》 뮤티즌송 (2주 연속) |
| 2014년 (총 3회) | - 헤픈엔딩 (총 3회) - 10월 30일 M.net 《엠카운트다운》 1위 - 11월 6일 M.net 《엠카운트다운》 1위 - 11월 13일 M.net 《엠카운트다운》 1위 (트리플 크라운)                                                                             |
| 2017년 (총 1회) | - 연애소설 (Feat. 아이유) (총 1회) - 11월 3일 KBS2 《뮤직뱅크》 K-Chart 1위 |
| 2019년 (총 2회) | - 술이 달다 (총 2회) - 3월 22일 KBS2 《뮤직뱅크》 K-Chart 1위 - 3월 24일 SBS 《인기가요》 1위 |

## 팬클럽
에픽하이의 팬클럽은 하이 스쿨(High Skool)이고 공식 색은 검정(   )이다. 응원 도구로는 활동 시기의 앨범을 들고 흔드는 것이 최근까지 이어지고 있다. 그 외에도 슬로건 타올 등이 있다.
2023년 11월 응원봉인 '박규봉'이 생겼다.